# 333059 Audi
333059 Audi este o planetă minoră (asteroid) din centura de asteroizi. A fost descoperită pe 25 februarie 2006 la Mount Lemmon⁠(d) de Mount Lemmon Survey⁠(d). 
Obiectul prezintă o orbită caracterizată de o semiaxă mare de 2,3870863457501 UAi, o excentricitate de 0,19083523370802, o înclinație de 1,0452045821333 ° în raport cu ecliptica.